# Diecezja São Gabriel da Cachoeira
Diecezja São Gabriel da Cachoeira (łac. Dioecesis Cachoëirensis) – diecezja Kościoła rzymskokatolickiego w Brazylii. Należy do metropolii Manaus, wchodzi w skład regionu kościelnego Norte I. Została erygowana przez papieża Piusa XI bullą Christianae religionis w dniu 1 maja 1925 jako prałatura terytorialna Rio Negro. 30 października 1980 podniesiona do rangi diecezji.